# 埼玉スタジアム2002
埼玉スタジアム2002（さいたまスタジアムにまるまるに）は、埼玉県さいたま市緑区の埼玉スタジアム2002公園内にあるサッカー専用スタジアム。略称は「埼玉スタジアム」「埼スタ」。施設は埼玉県が所有する。2020年度より指定管理者制度が導入され、埼玉スタジアム2002公園マネジメントネットワーク（代表団体：公益財団法人埼玉県公園緑地協会、構成団体：浦和レッドダイヤモンズ株式会社（2020年度-2024年度）、埼玉ビルメンテナンス協同組合、一般社団法人埼玉県造園業協会）が指定管理者として運営管理を行っている。
2002 FIFAワールドカップを日本で開催するために建設されたサッカー専用スタジアムの一つ。日本国内のサッカー専用競技場としては最大となる63,700人を収容し、日本プロサッカーリーグ（Jリーグ）、サッカー日本代表の国際Aマッチなどでも使用されている。こけら落としは2001年10月13日のJ1リーグ・浦和レッズvs横浜F・マリノスで、この試合の観客60,553人は当時のJリーグ最多記録となった。

## 概要
周辺は都市公園「埼玉スタジアム2002公園」として機能しており、サブグラウンド3面、フットサルグラウンドといったサッカー関連施設のほか芝生広場もある。これらの施設を利用したスポーツクラブも開設され、レストハウス（レストラン）も含めて一般市民に開放されている。
ロゴにおける表記は「埼玉スタジアム2○○2」（2つある数字の「2」の間に記号の「丸」が2つ入る）だが、埼玉スタジアム2002の公式サイトを含め、マスメディアではすべて数字で「2002」と表記されている。単に埼玉スタジアム、または埼スタと略されて呼ばれたり、表記されることが多い。Jリーグのホームページでは「埼玉」と表記されている。
2020年東京オリンピックのサッカー競技会場となった際、日本語の会場名は「埼玉スタジアム2002」であったが、英語の会場名は「2002」を省いた「Saitama Stadium」が使用された。
メインスタンド・バックスタンドからタッチラインまでの距離は14m、サイドスタンドからゴールラインまでの距離は19mとなっており、陸上競技場と比べて約1万6000席がピッチまで近い位置となる。
2005年・2009年・2013年・2016年にはJリーグアウォーズで「ベストピッチ賞」を受賞した。
天然芝は開場当時から部分的な損傷個所の張替え以外の大規模な全面張替えは行われなかったが、その補修工事などにより表面が平らにならなくなり、芝生の生育に適した温度調整をする「地温コントロールシステム」の老朽化、またピッチ自体の劣化も進んでいたことから、選手の負傷にもつながりかねないパフォーマンス低下などが懸念されていたため、埼玉県は芝生の全面張替えを行うことを決め、宮城県亘理郡山元町の契約農家で栽培した「成長が早く、擦り切れにくい」という特性を持つ天然芝を敷くことを決定したが、当初の2021年11月着工になると、2022 FIFAワールドカップ（カタール大会）アジア予選の日程に支障をきたすということで、日本サッカー協会からの要望を受けて着工を2022年のJ1リーグ終了後の同11月に延期した。この際、地温コントロールシステムの更新とスプリンクラーの設置工事も行い、2023年3月に芝生の敷設を完了。養生期間を経て同4月から使用解禁となった。
前述の通り、スタジアムには2020年度より指定管理者制度が導入され、複数団体で構成される埼玉スタジアム2002公園マネジメントネットワークが指定管理者となっている。なお、浦和レッズは2024年度まで埼玉スタジアム2002公園マネジメントネットワークの構成団体であったが、令和6年度埼玉県営公園指定管理者の応募にあたり、主体的な立場となり管理、運営に取り組むという強い意志をもって応募した結果、非指名となったことを公表した。

## 利用状況

### 浦和レッズ
開場から2002年までは、FIFAワールドカップとの兼ね合いから、年間5・6試合程度の開催に留まっていたが、2003年にレッズのホームスタジアムとして登録されたことで、Jリーグカップを含め、主催試合数を徐々に増やしていった。
2005年には、本社機能の一部をスタジアム内に移転して試合数をさらに増加させ、2010年からはリーグ戦全試合を当地で開催し、浦和駒場スタジアムでJリーグカップ1試合を開催。2011年および2012年はJリーグ公式戦・Jリーグカップともに全試合を当地で開催している。
2012年度までは、登記上「埼玉・駒場併用」という形をとっていたものの、2013年に限り、駒場の本拠指定を取消して、埼玉一本に絞った。2014年から2か所併用に登録を戻しているが、駒場での開催は2020年までは引き続き行われなかったが、2021年・2023年には駒場での主管試合が行われている。基から2023年2月に開催することが予定されていたAFCチャンピオンズリーグ2022の決勝戦の開催時期が、芝生の張替え・養生期間と重なり埼玉スタジアムで開催できない可能性があることから、レッズのサポーターらが開催時期の再考を埼玉県やアジアサッカー連盟を相手取り申し立てを起こし、その結果ACL2022の決勝を2023年4月29日（アウェー）と5月6日（ホーム）の開催に延期することが実現された。

### 大宮アルディージャ
大宮アルディージャもホームゲームの一部を2001年から開催し、特に本拠地の大宮公園サッカー場をJ1基準に満たすためのスタジアム改修が着工された2005年には実質的な準メインとなり、2006・2007年度はメインを駒場に移し観客動員が多く見込まれる試合のみを開催した。
しかし、3万人以上が集まる「さいたまダービー」（アルディージャ主催試合は上部スタンドを開放しないため3万人台でもほぼ満員状態となる）を除くと観客数は伸びず、規模は大きいが旧大宮市地域からの交通の便が悪いことから、アルディージャは当地を利用した利点は少なかった。
2007年10月に、大宮公園サッカー場の改修工事が終了し供用が再開されたことから、2008年はアルディージャの主催試合は行われなかったが、2009年はリーグ戦3試合、2010年は1試合を開催した。2011年以降のホームゲーム開催はなくなり、同年で撤退。

### 国際試合
2002 FIFAワールドカップでは日本代表のグループリーグ初戦（vsベルギー）や準決勝（ブラジルvsトルコ）など4試合が行われた。なお、当初目指していた決勝戦の誘致はアクセスや収容人数の観点から横浜国際総合競技場に譲ることとなった。
その後もFIFAワールドカップ予選や親善試合において日本代表のホームゲーム開催実績を多く持ち、首都圏では横浜国際総合競技場とともに日本代表の事実上のメインスタジアムとして用いられている。
- 2006 FIFAワールドカップ・アジア予選では日本代表のホームゲームとして1次予選の全3試合（オマーン戦・インド戦・シンガポール戦）と、最終予選の全3試合中2試合（北朝鮮戦・バーレーン戦）が開催された[注 8]。
- 2010 FIFAワールドカップ・アジア予選では日本代表のホームゲームが3次予選で全3試合中2試合（タイ戦・バーレーン戦）、最終予選で全4試合中2試合（ウズベキスタン戦・バーレーン戦）が開催された[注 9]。また、本大会では日本代表の4試合すべてでパブリックビューイングが開催された。
- 2014 FIFAワールドカップ・アジア予選では3次予選において日本代表のホームゲーム3試合のうち1試合（北朝鮮戦）が開催された[注 10][17]。最終予選については、ホームゲーム4試合（オマーン戦、ヨルダン戦、イラク戦、オーストラリア戦）がすべて埼玉で開催された[18][19]。2012年6月3日のオマーン戦では、代表戦でのスタジアム記録となる観客動員63,551人をマークし[20]、2013年6月4日のオーストラリア戦で初めてホームゲームでFIFAワールドカップ出場権を獲得した[21]。
- 2018 FIFAワールドカップ・アジア予選では2次予選において日本代表のホームゲーム全4試合（シンガポール戦、カンボジア戦、アフガニスタン戦、シリア戦）がすべて埼玉で開催され、[22][23] 最終予選のホームゲーム5試合（UAE戦、イラク戦、サウジアラビア戦、タイ戦、オーストラリア戦）もすべて埼玉で開催された。2017年8月31日、オーストラリアを2-0で破り、前回大会に続き埼玉スタジアムでFIFAワールドカップ出場を決めた。

- 2021年に開催された東京オリンピックのサッカー競技会場になっている。
- 2026 FIFAワールドカップ・アジア予選で、最終予選となる3次予選のホーム全5試合中4試合（中国戦、オーストラリア戦、バーレーン戦、サウジアラビア戦）を埼玉スタジアムで開催[注 11]、2025年3月20日のバーレーン戦で2-0で勝利し、全世界最速となる出場を埼玉スタジアムで決めた。

### その他のサッカー試合
- 天皇杯 JFA 全日本サッカー選手権大会では年度によって準々決勝や準決勝などの1試合が開催され、埼玉県サッカー協会が主管し、レッズが勝ち上がった場合に登場する予定の試合が割り当てられている。2017年度の第97回大会[24] と2018年度の第98回大会[25] では決勝戦の会場として承認された。また、その県予選を兼ねる埼玉県サッカー選手権大会ではサブグラウンドを使用する。
- 例年（1994年・1997年を除く）、国立霞ヶ丘競技場陸上競技場を会場としていたJリーグカップ[注 12]決勝戦が、同競技場の2020年東京五輪開催に伴う全面改修工事（2015年2月下旬着工）による閉場に伴い、2014年から2019年まで当スタジアムが決勝戦会場として使用されていた。2021年の決勝戦も当スタジアムで使用される。
- 全国高等学校サッカー選手権大会ではメインスタジアムが第80回大会（2001年度）より使用開始され、以降会場の一つとして定着している。
  - 第92回大会（2013年度）までは、1・2回戦の会場で使用した。第87回大会（2008年度）では1・2回戦の他に準決勝で使用、第90回大会（2011年度）は1回戦から準々決勝まで使用した。
  - 第93回大会（2014年度）から第99回大会(2020年度)は、上記のJリーグカップと同理由により準決勝・決勝戦の会場になった[26]。一方で、1回戦から準々決勝までは、使用されなくなった。
  - また、埼玉県大会決勝の会場としても使用され、サブグラウンドでも試合が行われる。
- 同じ高校生年代の大会である高円宮杯 JFA U-18サッカープリンスリーグでは関東地区の大会で3面のサブグラウンドが利用され、その上位チームが集まる高円宮杯全日本ユース(U-18)サッカー選手権大会では2006年から決勝がメインスタジアムで開催されていた。高円宮杯全日本ユース選手権の後継大会である高円宮杯 JFA U-18サッカーリーグでも、東西プレミアリーグの優勝チームによる日本一決定戦（チャンピオンシップ）でメインスタジアムが用いられている。
- サブグラウンド（天然芝2面、人工芝1面）ではWEリーグのASエルフェン埼玉の主催試合[注 13]や関東大学サッカーリーグの試合が行われる事もある。なお市民向けに一般開放されるのは天然芝保護の観点から、第4グラウンドとフットサルコート2面（いずれも人工芝。サッカー、フットサル、ラグビー、グラウンドゴルフなどの球技全般に利用可）[27] のみとなっている。
- 2004年の彩の国まごころ国体少年の部及び2008年の彩夏到来08埼玉総体では決勝戦がメインスタジアムで実施され、サブグラウンドでも試合が行われた[注 14]。2003年に国体リハーサルとして開催された全国社会人サッカー選手権大会では決勝戦の会場になった。

### その他の利用
当スタジアムは、サッカー以外の球技に利用できないというわけではないが、ゴールラインとスタンドの距離も近いためか、ラグビーやアメリカンフットボールの開催も行われていない（一般開放も前述のとおり、第4グラウンド・フットサルコート以外は行っていないが、施設見学は可能。2015年7月現在）。コンサートへの利用は構造的には可能だが、芝生保護などの理由でピッチ上でのステージ構築などを見合わせているため現在まで開催実績はない。
2003年8月26日と27日にはJTBが埼玉スタジアムのスタンドと大型画面を利用し、当時18年ぶりのセントラル・リーグ優勝を控えていたプロ野球 (NPB) 球団の阪神タイガース（両日に阪神甲子園球場で対読売ジャイアンツ〈巨人〉主催試合を開催）を応援するパブリックビューイングを実施したが、この企画にあたってはプロ野球地域保護権に基づいて埼玉県を保護地域（フランチャイズ）とする西武ライオンズが反発して企画の白紙撤回を求める騒動があった。しかし、西武の球団事務所に企画を許可してほしいという電話が相次いだことなどから、最終的には西武が阪神に企画開催の許可を出している。その後、ドイツで行われた2006 FIFAワールドカップで、サッカー日本代表の試合でパブリックビューイングが実施された。さらに日本で開催されているラグビーワールドカップ2019で、ラグビー日本代表対ラグビー南アフリカ共和国代表にてパブリックビューイングが実施された。
一方、スタジアム公園ではフリーマーケットや展示会などサッカー以外のイベントも開催されており、そのうち結婚式（スタジアムウェディング）では式を挙げた2人が例外としてピッチの上を歩くことが可能である。また、テレビドラマやコマーシャルなどの撮影にも活用されている。大規模災害時には防災基地としての活用が想定され、スタンドの下には非常用食糧が備蓄されている。また、太陽光発電装置や雨水利用装置も備えられ、通常はスタジアム管理に活用されている。

### 観客動員数
- データは「浦和レッズ・オフィシャルハンドブック（2008年版）[32]」による。
- 天皇杯、プレシーズンマッチ（さいたまシティカップなど）などを除く。

#### Jリーグ
| 年度 | 試合数 | 合計観客数 | 1試合平均 | 最多観客数 | 最低観客数 |
| ---- | ------ | ---------- | --------- | ---------- | ---------- |
| 2001 | 2      | 104,239    | 52,119    | 60,553     | 43,686     |
| 2002 | 5      | 201,649    | 40,329    | 57,902     | 32,983     |
| 2003 | 7      | 280,902    | 40,128    | 51,195     | 31,965     |
| 2004 | 9      | 431,777    | 47,975    | 58,334     | 32,296     |
| 2005 | 13     | 601,418    | 46,262    | 55,476     | 35,198     |
| 2006 | 15     | 741,168    | 49,411    | 62,241     | 34,417     |
| 2007 | 15     | 758,127    | 50,541    | 62,123     | 38,682     |
| 2008 | 16     | 793,128    | 49,571    | 57,050     | 35,080     |
| 2009 | 16     | 732,788    | 45,800    | 53,783     | 38,634     |
| 2010 | 17     | 678,994    | 39,941    | 55,410     | 21,625     |
| 2011 | 17     | 576,477    | 33,910    | 54,441     | 20,240     |
| 2012 | 17     | 622,772    | 36,634    | 51,879     | 25,743     |
| 2013 | 17     | 630,701    | 37,100    | 54,905     | 23,295     |
| 2014 | 17     | 636,529    | 37,442    | 56,758     | 0          |
| 2015 | 17     | 658,668    | 38,745    | 53,148     | 22,363     |
| 2016 | 17     | 627,898    | 36,935    | 56,841     | 22,766     |

#### Jリーグカップ
| 年度 | 試合数 | 合計観客数 | 1試合平均 | 最多観客数 | 最低観客数 |
| ---- | ------ | ---------- | --------- | ---------- | ---------- |
| 2004 | 1      | 28,977     | 28,977    | 28,977     | 28,977     |
| 2005 | 2      | 62,498     | 31,249    | 31,754     | 30,744     |
| 2006 | 1      | 43,129     | 43,129    | 43,129     | 43,129     |
| 2007 | 1      | 44,609     | 44,609    | 44,609     | 44,609     |
| 2008 | 2      | 68,809     | 34,405    | 35,417     | 33,392     |
| 2009 | 3      | 84,968     | 28,322    | 36,251     | 21,271     |
| 2010 | 2      | 56,876     | 28,438    | 34,040     | 22,836     |
| 2011 | 3      | 60,190     | 20,063    | 23,879     | 13,036     |
| 2012 | 3      | 53,631     | 17,877    | 23,076     | 14,022     |
| 2013 | 2      | 49,940     | 24,970    | 27,197     | 22,743     |
| 2014 | 4      | 88,473     | 22,118    | 33,837     | 16,294     |
| 2015 | 1      | 16,781     | 16,781    | 16,781     | 16,781     |
| 2016 | 2      | 46,129     | 23,065    | 26,876     | 19,253     |

#### Jリーグチャンピオンシップ
| 年度 | 試合数 | 合計観客数 | 1試合平均 | 最多観客数 | 最低観客数 |
| ---- | ------ | ---------- | --------- | ---------- | ---------- |
| 2004 | 1      | 59,715     | 59,715    | 59,715     | 59,715     |
| 2015 | 1      | 40,696     | 40,696    | 40,696     | 40,696     |
| 2016 | 1      | 59,837     | 59,837    | 59,837     | 59,837     |

#### AFCチャンピオンズリーグ
| 年度 | 試合数 | 合計観客数 | 1試合平均 | 最多観客数 | 最低観客数 |
| ---- | ------ | ---------- | --------- | ---------- | ---------- |
| 2007 | 6      | 248,712    | 41,452    | 59,034     | 28,828     |
| 2008 | 2      | 95,077     | 47,539    | 53,287     | 41,790     |
| 2013 | 3      | 64,938     | 21,646    | 23,246     | 19,687     |
| 2015 | 3      | 41,134     | 13,711    | 13,924     | 13,527     |
| 2016 | 4      | 103,373    | 25,843    | 32,409     | 19,500     |

#### 合計
| 年度 | 試合数 | 合計観客数 | 1試合平均 | 最多観客数 | 最低観客数 |
| ---- | ------ | ---------- | --------- | ---------- | ---------- |
| 2001 | 2      | 104,239    | 52,119    | 60,553     | 43,686     |
| 2002 | 5      | 201,649    | 40,329    | 57,902     | 33,018     |
| 2003 | 7      | 280,902    | 40,128    | 51,195     | 31,965     |
| 2004 | 11     | 520,469    | 47,315    | 59,715     | 28,977     |
| 2005 | 15     | 663,916    | 44,261    | 55,476     | 30,744     |
| 2006 | 16     | 784,297    | 49,018    | 62,241     | 34,417     |
| 2007 | 22     | 1,051,448  | 47,793    | 62,123     | 28,828     |
| 2008 | 20     | 957,014    | 50,369    | 57,050     | 33,392     |
| 2009 | 19     | 817,756    | 43,040    | 53,783     | 21,271     |
| 2010 | 19     | 735,870    | 38,730    | 55,410     | 21,625     |
| 2011 | 20     | 636,667    | 31,833    | 54,441     | 13,036     |
| 2012 | 20     | 676,403    | 33,820    | 51,879     | 14,022     |
| 2013 | 22     | 745,579    | 33,890    | 54,905     | 19,687     |
| 2014 | 21     | 725,002    | 34,523    | 56,758     | 0          |
| 2015 | 22     | 757,279    | 34,422    | 53,148     | 13,527     |
| 2016 | 24     | 837,237    | 34,885    | 59,837     | 19,253     |
| 合計 | 265    | 10,495,727 | 39,607    | 62,241     | 0          |

## 備考
- レッズホームゲーム、日本代表戦の際は北側スタンド（シャトルバス発着所側）がホーム側サポーター席となり、アルディージャホームゲームの場合は南側スタンド（浦和美園駅側）がホーム側サポーター席となる[注 23]。
- アルディージャホームゲームでは南側スタンドがホーム側サポーター席となっていた。また、2016年のJリーグYBCルヴァンカップの決勝戦にアルディージャが進出した場合も、ホーム扱いではあるが南側スタンドを観戦エリアとすることがJリーグよりアナウンスされていた[33]。
- メイン・バックの下層（ロアー）スタンドは、サイドスタンドを介してつながっているためピッチは完全に座席で囲まれているが、レッズホームゲームではアウェー席と他の座席は無人の緩衝帯で分離され、この間にある座席は使用できないようになっている。チケットが完売しても収容人数より少なくなっているのはこのためである。
  - この緩衝帯と観客分離は、サッカー日本代表の試合でも設けられ、緩衝帯の内側で数十人の対戦国サポーターが観戦する例もある。2002 FIFAワールドカップでは、これが更に徹底され、両国のサポーターは、スタジアムへのシャトルバス利用駅が重ならないように、観戦チケットで指定された[注 24]。一方、全国高校サッカー選手権などでは緩衝帯を設けず、スタンド下のコンコースを通ってのスタジアム一周が可能である。
- これまで、アウェイ席は南側ゴール裏の一角のみに設置されていたが、2015年からはメイン側アッパースタンドのアウェイ寄りにビジター指定席が設置されることになった。なお、ビジター指定席とその他のメインアッパー席間においては緩衝帯は設けられていない。
- レッズホームゲーム開催時は、試合終了後にスタジアム敷地内において「アフターゲームレッズバー」が試合終了後90分間オープンしている。ホテルからのケータリングもあり、帰宅客の集中を回避するための工夫がなされている。
- メインスタジアムでのサッカー試合開催日には、周辺道路は交通規制がかけられて通行が出来なくなり、さらに駐車場は、試合開催日には関係者以外は使用できないため、自動車での来場は回避するように呼びかけられている[注 25]。なお、サブグラウンドのみでの試合開催日、あるいは比較的観客の少ない高校サッカーや高円宮杯の試合などでは、駐車場の一般開放がなされる場合もある。

## スタジアムに備えられた設備

### オーロラビジョン
南北の両サイドスタンド最後部に設置された大型映像装置。スタジアム開場当初より使われてきた初代のビジョンは2012年シーズン終了後に撤去され、翌2013年シーズンの開幕からはフルハイビジョン化した2代目に移行している。初代の時計部分は映像表示部とは別の独立した機構のものだったが、2代目は全面が映像表示部となったため、時計もビジョン内映像として表示されている（レッズ主管のリーグ戦・カップ戦のみ、リズム時計工業のロゴが時計上部に入る）。2代目はスクリーンサイズが縦10.24メートル×横23.552メートル（1,011型）であり、縦1,280×横2,944ピクセルを表示可能である。初代・2代目ともに三菱電機製。
2022年から2024年にかけて更新予定。

### オーロラリボン
メインスタンド及びバックスタンドのアッパー（上段）最前部、並びに上記の大型映像装置下部に備え付けられた帯状の映像装置。2013年シーズン終了後に設置され、2014年シーズンの開幕とともに利用が開始された。通常時は、本設備設置前に並んでいたスポンサー看板と同じように、各スポンサーの表示が並んでいるが、選手紹介時などは両サイドスタンドのオーロラビジョンと連動してスタジアム内の演出に活用されている。三菱電機製。Jリーグ・レッズ主催試合では、2006年からこれにゴール裏の箇所（2列）にもリボンビジョンが設けられており、一体演出がなされている。

### 防災設備
スタジアムの屋根に降った雨水は貯水槽（3250立方メートル）に溜め、普段はピッチの散水、トイレの洗浄用として利用されているが、災害時には3000人が1か月間避難可能な浄水として利用できる。また、太陽光発電設備も整っており、事務室の日中の電気をまかなっている。大災害の発生など、万一の避難時のときにも6万人が13分間で避難できる計画が策定され、大地震である震度7クラスの揺れにも耐えられるようになっている。そのほか、2200平方メートル（一般住宅で約30件分）の備蓄倉庫や、浄水器を備えた防災支援機能が用意され、倉庫内には食料や毛布類、生活用品を備蓄している。

## アクセス
スタジアムアクセスについては、埼玉県 や浦和レッズ、まちづくり団体 の間で懸案事項となっている。
2017年5月から8月にかけて 6万人集客の国際試合開催日と4万人を集客するJリーグの試合の交通手段ごとの交通量などを調査したところ、国際試合開催日では浦和美園駅を利用する来場者は60.5％の3万6000人、自家用車利用者は25.2％の1万5000人、埼玉県内シャトルバスは8.7％の5200人、自転車・バイクや徒歩者は5.6％の3300人だった。Jリーグの試合では、浦和美園駅を利用する来場者は40.6％の1万6200人、自家用車利用者は33.9％の1万3600人、埼玉県内シャトルバスは16.5％の6600人、自転車・バイクや徒歩者は9.0％の3600人だった。

### 鉄道

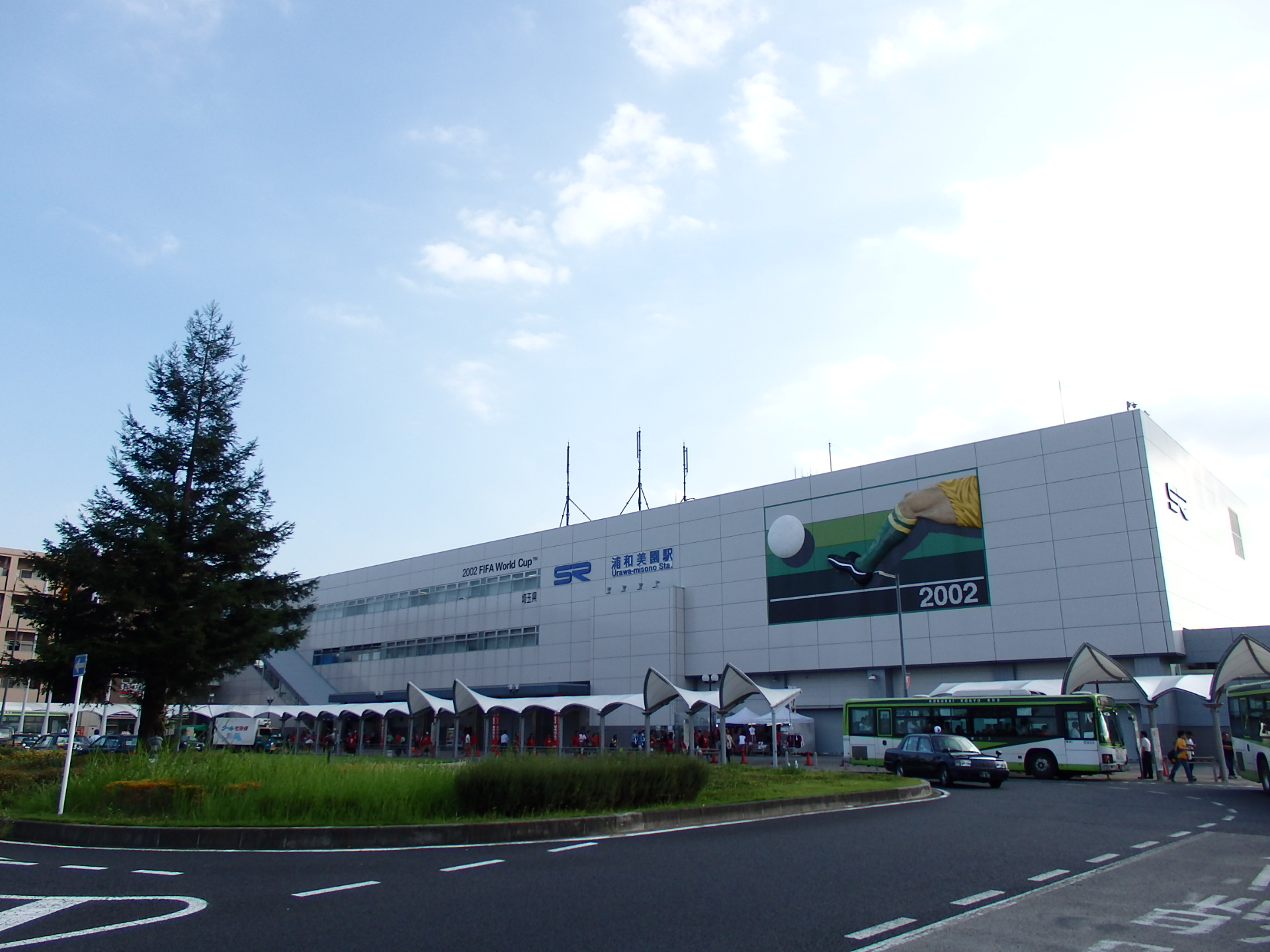
浦和美園駅東口

- 埼玉高速鉄道線 浦和美園駅から1.2 km、徒歩15分[43]。
  - 試合開催日は埼玉高速鉄道線の列車が増発され（同線の増発臨時電車は市ケ谷駅や白金高輪駅など東京メトロ南北線内の駅まで運転される）、東京メトロ南北線や東急目黒線を経由して日吉駅まで直通運転を行っており、また相鉄新横浜線などと直通し海老名駅方面への直通運転もある。なお、レッズホームゲームとサッカー日本代表の試合開始前は当駅からスタジアム行のシャトルバスが運行される（試合終了後のスタジアムから浦和美園駅行シャトルバスは原則として運行されない）。なお、試合前の観客輸送では通常の鳩ヶ谷駅行を浦和美園駅行として延長運転している。
  - スタジアムと浦和美園駅のほぼ中間地点に車両基地（浦和美園車両基地）があるが、駅は設置されていない。
  - 埼玉高速鉄道線には東武野田線（東武アーバンパークライン）岩槻駅を経由して東北本線（JR宇都宮線）蓮田駅までの延伸構想があり[39][44]、スタジアムアクセス改善の一助となることを期待する意見もある[40][41]。2023年度中の事業申請が予定されていたが、概算事業費の高騰などもあり、計画は先送りになっている[45]。

### バス

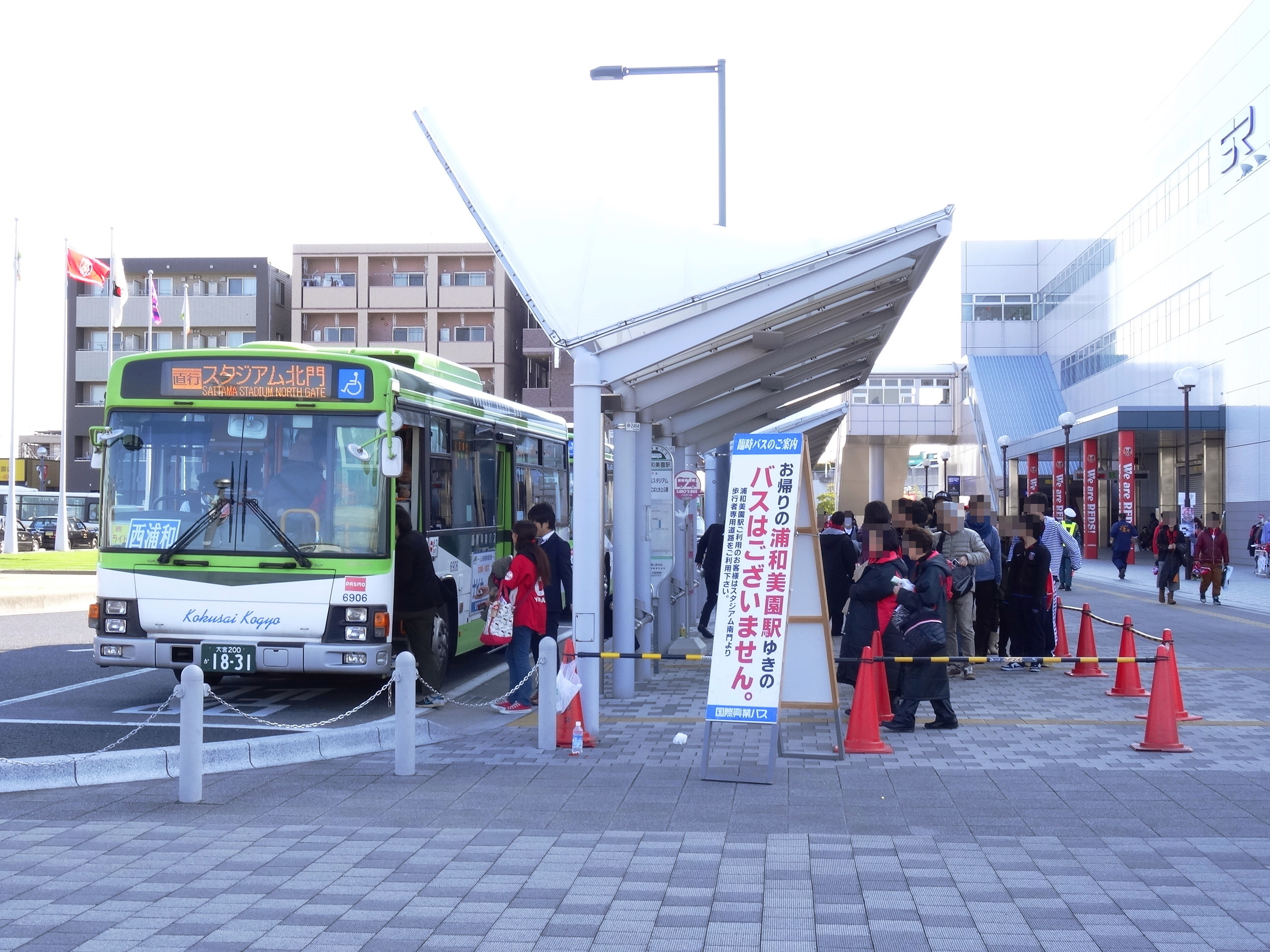
シャトルバス一例（浦和美園駅→北門）

Jリーグやサッカー日本代表試合開催時などは各社により臨時のシャトルバスが運行され、バスターミナルはスタジアム北側に設置されている。バスの出発地は以下の通り。
- 国際興業バス[46] - 宇都宮線・高崎線・京浜東北線浦和駅（往路は東口出発、復路は西口到着で所要約40分）、武蔵野線東浦和駅（所要約20 - 25分）、浦和美園駅（往路のみで所要約5 - 8分）
- 国際興業バス「池袋発埼玉スタジアム行直行バス」（往路のみ） - 東京都豊島区のサンシャインシティ文化会館前発。首都高速道路・東北自動車道経由（平日のレッズホームゲームのみ運行で所要約40分）。
- 国際興業バス「東京駅鍛冶橋駐車場発埼玉スタジアム行直行バス」（往路のみ） - 東京都千代田区の鍛冶橋駐車場発。首都高速道路・東北自動車道経由（平日のレッズホームゲームのみ運行で所要約60分）。
- 東武バスグループ - 東武伊勢崎線（東武スカイツリーライン）北越谷駅（所要約20分）

この他、国際興業バスによる通常の路線バスが以下の通りに運行されている。
- 東武野田線（東武アーバンパークライン）岩槻駅から東川口駅北口行き（浦和美園駅東口経由）で約30分、「尾ヶ崎」バス停下車徒歩20分（スタジアム北方からの唯一の公共交通機関）。
  - 2013年10月までは、埼玉スタジアム2002公園（バス停はスタジアム正面入口広場にあった）－浦和駅東口線が運行されていた。この路線は、Jリーグ・日本代表戦開催日は埼玉スタジアム2002公園 - 浦和美園駅間が区間運休となった（2013年9月時点では、埼玉スタジアム周辺の街づくり事業の工事進捗に伴い、浦和美園駅 - 埼玉スタジアム2002公園間を運転休止としていた）。
- このほか、浦和美園駅からは浦和駅東口、大宮駅東口などへのバスがある。

### 道路
高速道路
- 東北自動車道 - 浦和IC・岩槻IC

一般道路
- 国道122号 - 東北自動車道に平行し、スタジアムの西側を通る。
- 国道463号（越谷浦和バイパス） - 浦和美園駅南方を経由し、浦和ICに接続。浦和駅・東浦和駅（ともに新見沼大橋有料道路経由）、北越谷駅からのシャトルバスが経由。

駐車場
スタジアム公園内には、4か所合計1500台の駐車場がある。東駐車場には大型バス100台を停めることができ、アウェーチームサポーターツアーなどの団体観戦客輸送にも対応しているが、Jリーグやサッカー日本代表戦などの大規模な試合の際には、すべて関係者用となり、一般車両は利用できない。周辺道路もすべて駐車禁止・交通規制が敷かれ、民間駐車場への立入もできなくなるため、観客には公共交通機関の利用が呼びかけられている（サブグラウンドのみの使用時や高校サッカーなどでは開放例あり、上記参照）。

## エリア放送
埼玉県公園緑地協会は埼玉県初のエリア放送地上一般放送局の免許を2012年（平成24年）8月30日取得、「埼スタTV」という愛称でワンセグ放送を同年9月11日から実施していた が、2017年（平成29年）9月30日に廃止した。
場内に地上一般放送局1局が設置 されていた。
| 免許人                          | 局名                     | 呼出符号     | 物理チャンネル | 周波数         | 空中線電力 | ERP  | 業務区域               |
| ------------------------------- | ------------------------ | ------------ | -------------- | -------------- | ---------- | ---- | ---------------------- |
| 公益財団法人 埼玉県公園緑地協会 | 埼玉スタジアムエリア放送 | JOXZ3AL-AREA | 37ch           | 617.142857 MHz | 5 mW       | 2 mW | 埼玉スタジアム2002周辺 |

現在、浦和レッズ主催試合の一部で実施される「埼スタCH（チャンネル）」は、浦和レッズが実施するUstream動画配信サービスであり、エリア放送ではない。